# Carl Otto Lindmark
Carl Otto Lindmark, född 23 december 1830 i Stockholm, död där 26 juli 1901 i Hovförsamlingen, Stockholms stad, var en svensk skådespelare och teaterdirektör.

## Biografi
Lindmark var elev vid Kungliga teatern 1844–1849, och var därefter anställd hos Pierre Deland i tio år, hos Edvard Stjernström och vid Svenska Teatern i Helsingfors. Mellan 1863 och 1888 förestod han ett eget teatersällskap som länge räknades som det bästa i den svenska landsorten, framför allt i fråga om den högre komedin.
Som skådespelare ansågs Lindmark upprätthålla den Delandska skolans finhet i komiken, och bland hans roller märks bland andra titelrollen i Emile Augiers Notarien Guérin, Gaspard i Jean-François Bayards Debutanten och hennes far, titelrollen i Frans Hedbergs Advokaten Knifving, Poirier i Augiers Klädeshandlaren och hans måg och Sjövall i August Blanches Ett resande teatersällskap.

## Teater

### Roller (ej komplett)
| År   | Roll                   | Produktion                            | Regi            | Teater                     |
| ---- | ---------------------- | ------------------------------------- | --------------- | -------------------------- |
| 1898 | Mäster Sigard          | Kungsämnena Henrik Ibsen              | Harald Molander | Vasateatern                |
| 1898 | Doktorn                | Kameliadamen Alexandre Dumas d.y.     |                 | Vasateatern                |
| 1898 | Abboten av Westminster | Konung Richard II William Shakespeare | August Lindberg | Svenska teatern, Stockholm |
| 1899 | Pastor Kittelhaus      | Vävarna Gerhart Hauptmann             | Harald Molander | Svenska teatern, Stockholm |